# Axayácatl
Axayácatl (náuatle/nauatle :  aːʃaːˈjakat͡ɬ  ; português:  Mascara D'água , 1450 – 1481), foi o sexto tlatoani de Tenochtitlan, reinou de  1469 a 1481

## Vida
O pai de Axayácatl era Tezozomoc filho de Itzcóatl. Já sua mãe era Atotoztli II , filha de Moctezuma Ilhuicamina. Com a morte de Moctezuma  em 1465, o conselho eleitoral propôs a Tlacaelel como Huey Tlatoani, mas este recusou, como já tinha feito anteriormente, quando lhe indicaram para ser o sucessor de Izcóatl, e em vez disso propôs que um membro da casa reinante, Axayacatl então com 15 anos de idade . Axayacatl unia as linhas dos dois grandes tlatoani e reforçava a natureza eletiva do monarca, opondo-se a qualquer tendência de reverter sua primogenitura. Axayacatl , apesar de sua juventude, já provara ser um guerreiro capaz e já liderara pequenos comandos. Axayácatl provou ser um governante agressivo e valoroso e com bastante bom senso seguir os conselhos de Tlacaelel .
Sua coroação impulsionou o exército asteca a  explorar a Costa do Pacífico pela primeira vez.   Em 1473, o rei de Tlatelolco, chamado Moquihuix, aliou-se aos Chalcas, e declaram guerra aos astecas. Axayácatl, defendendo os astecas, entra em Tlaletolca e vence Moquihuix, sacrificou-o na praça do mercado de Tlaltelolco. Sendo imposto a cidade um governo militar. Tlaltelolco perde assim, a independência. Passou, então, a ser mais uma cidade tributária da Tríplice Aliança Asteca . 
Entre 1473 e 1478 foram feitas varias invasões militares com o objectivo de estender o império asteca, tendo então, aumentado o número de povos submetidos a esse império. estendeu as conquistas à fronteira da atual Guatemala. Em 1480 Axayácatl liderou vinte e quadro mil guerreiros rumo a Michoacán mas na fronteira encontrou quarenta mil  Purépechas (denominados pelos espanhóis Tarrascos), foram dois dias de batalhas onde no final  ocorreu a maior derrota asteca . 
No ano de 1481, Axayácatl mandou esculpir a sua imagem em Chapultepec, morreu ao regressar dessa inauguração, pois estava doente com apenas 31 anos de idade . 
Axayácatl casou com Azcaxóchitl, e tiveram três filhos. Dois rapazes, Moctezuma Xocoyótzin e Cuitláhuac, e uma rapariga, Tillalcápatl.
Entre seus feitos importantes estão : construção da "pedra do sol" hoje conhecida como Calendário asteca ,  a conquista do Vale de Toluca,  e a conquista de 37 povos, entre eles: Metepec, Ocoyoacac, Tlacotepec, Capulhuac, Calimayan, Tulucan, Juiquipilco, Tenancingo, Ocuilan, Tacalco, Mixtlan, Tuxpan, e Tetzapotitlán.
| Precedido por Moctezuma I | 6º Tlatoani de Tenochtitlan 1469 – 1481 | Sucedido por Tízoc |
| Precedido por Moctezuma I | 3º Huey Tlatoani 1469 – 1481            | Sucedido por Tízoc |
| Precedido por Moctezuma I | 4º Tlacochcalcatl 1440 - 1469           | Sucedido por Tízoc |